# Saison 1996-1997 du Football Club auscitain
La saison 1996-1997 du Football Club auscitain est la huitième saison consécutive du club gersois en groupe A.
L'équipe évolue cette saison sous les ordres des entraîneurs Gérard Lacrampe et Roland Pujo.
L’équipe, amoindri par le départ de son jeune arrière Vincent Thomas à Agen et de son talonneur Yannick Bru pour le Stade toulousain ne fait plus de la remontée dans l’élite son objectif.
En pleine crise interne, Jacques Fouroux prend la présidence du club.

## Les matchs de la saison
Auch termine 5e de sa poule avec 37 points soit un bilan de 9 victoires, 1 nul et 8 défaites et manque pour un point la qualification pour les barrages d'accès à l'élite.
En Coupe de France, Auch atteint les huitièmes de finale, éliminé par Bourgoin 25-15 après avoir éliminé Colomiers 20-17, club de l'élite au tour précédent.

### À domicile
- Auch-Aurillac 29-19
- Auch-Bayonne 37-26
- Auch-Istres 42-16
- Auch-La Rochelle 14-7
- Auch-Montauban 29-3
- Auch-Nice 24-42
- Auch-Peyrehorade 33-6
- Auch-Racing 21-27
- Auch-Tyrosse 25-25

### À l’extérieur
- Aurillac-Auch 52-23
- Bayonne-Auch 16-20
- Istres-Auch 15-23
- La Rochelle-Auch 27-18
- Montauban-Auch 25-12
- Nice-Auch 39-30
- Peyrehorade-Auch 21-30
- Racing-Auch 36-18
- Tyrosse-Auch 22-6

### Classement groupe A2
| Pos | Équipe                  | Points |
| --- | ----------------------- | ------ |
| 1   | Stade français          | 46     |
| 2   | Montpellier             | 45     |
| 3   | Valence d'Agen          | 39     |
| 4   | Rumilly                 | 38     |
| 5   | US La Teste             | 38     |
| 6   | Stadoceste tarbais      | 37     |
| 7   | SC Graulhet             | 35     |
| 8   | Saint-Paul sports rugby | 29     |
| 9   | FC Lourdes              | 27     |
| 10  | US Marmande             | 26     |

| Pos | Équipe                | Points |
| --- | --------------------- | ------ |
| 1   | RRC Nice              | 48     |
| 2   | Stade rochelais       | 43     |
| 3   | Aurillac              | 42     |
| 4   | Racing Club de France | 38     |
| 5   | FC Auch               | 37     |
| 6   | US Montauban          | 34     |
| 7   | Aviron bayonnais      | 33     |
| 8   | US Tyrosse            | 32     |
| 9   | Istres sport rugby    | 28     |
| 10  | Peyrehorade           | 25     |

## Coupe de France

### À domicile
- Auch-Lourdes 38-7
- Auch-Colomiers: 22-19
- Auch-Tarbes 19-33

### À l’extérieur
- Montauban-Auch 25-20
- Périgueux-Auch 22-13
- Valence d’Agen-Auch 3-37

### Phases finales
- Seizième de finale : Auch-Colomiers 20-17
- Huitième de finale : Bourgoin-Auch 25-15

## Effectif
- Arrières : Philippe Bérot, Thierry Labric
- Ailiers : David Ducès, Jérôme Lussan, Francis Larribeau
- Centres : Stéphane Auzou, Patrick Bosque, Stéphane Cambos, Christophe Dalgalarrondo
- Ouvreurs : Patrick Cazaux, Frédéric Daroque
- Demis de mêlée : Serge Lauray, Yoan Wencker
- Troisièmes lignes centre : Jérôme Baradat, Grégory Patat
- Troisièmes lignes aile : Jérôme Rouquet, David Barthélémy, Driss Khaldoun
- Deuxièmes lignes : Jean-Louis Gaussens, Denis Tomesella
- Talonneurs : Jean-Marc Béderède, Patrick Pérusin, Jean-Baptiste Rué
- Piliers : Luc Gadenne, Thierry Pomès, Joël Rocca, Christian Rocca, Cyril Randu

## Transferts en fin de saisons

### Départs
- Jérôme Lussan ?
- Ouffrich ?
- Serge Lauray ?
- Frédéric Daroque à Villefranche de Lauragais
- Stéphane Cambos ?
- Thierry Labric ?
- Yoan Wencker ?
- Jean-Louis Gaussens ?
- Joël Rocca ?

### Arrivées
- Alex Norca de Brive
- Frédéric Decotte de Miélan
- Eric Decharme de Toulouse 13
- Jamel Ouertani de ?
- Sébastien Lacroix monte des Reichel
- Laurent Lafforgue de Mauvezin
- Thierry Lacourt de Mauvezin
- Pierre Boulay de ?
- Driss Khaiza de ?
- Yoan Marty de ?
- Bruno Soucek de ?
- Bogdan Bodirleau de ?
- Sébastien Lopez de ?